# Rythmes circadiens sur Mars
Les rythmes circadiens sur Mars sont exposés à un cycle de 24 heures et 39 minutes sur la planète, autrement dit, seulement 40 minutes de plus que sur la Terre. Cependant, 40 minutes peuvent déjà apporter d’énormes changements à un animal, car plusieurs facteurs influencent la biologie des rythmes circadiens. D’un côté, les rythmes biologiques permettent de réguler les fonctions des cellules, la croissance, le développement des organismes. D’un autre côté, ils sont manipulés par des facteurs externes dont les organismes doivent anticiper les changements. L’étude d’un cycle circadien est une biosignature présomptive ; tous les organismes vivants sur la Terre sont agrémentés de rythme circadien. 

## Histoire
Dans une optique de conquête de l’espace, de nombreux projets d’exploration spatiale ont permis l’étude de plusieurs aspects de cette planète rouge dont Viking 1 et 2 (1976), 2001 Mars Odyssey (2002), Mars Reconnaissance Orbiter (2006), Phoenix (2008) et bien d'autres. Dans un premier temps, les premières missions ont permis d’observer l’orbite de la planète, à l'aide de ses satellites (Phobos et Déimos). Dans les années 2000, le perfectionnement des technologies a ouvert de nouvelles voies. L’exploitation de plusieurs appareils sur Mars tels que HiRISE a permis la collecte de nombreuses données, notamment, en spectrométrie, en géologie, en météorologie, en stratigraphie, en hydrologie, en sédimentation et bien d’autres. 

## Facteurs externes influençant les cycles circadiens

### Rotation de la planète
La planète Mars est la quatrième planète à partir du soleil. Elle possède un temps de rotation autour de son propre axe de 1,02596 jour sur Terre. La planète Mars a donc une période de rotation plus rapide que la terre. Cette avance sur la rotation démontre une différence des cycles circadiens comparés à ceux de la Terre. Une année sur Mars est équivalente à 1,88 année sur la Terre. 

### Climat et saison
Dans ses tout débuts, plusieurs indices suggèrent que la disponibilité de l’eau était périodique, mais suffisante à la formation de voies fluviales qui expliqueraient la topographie de la surface de Mars alors que d’autres pensent plutôt à de l’érosion glacière. Actuellement, le climat de Mars est comparable à celui de l’Antarctique sur Terre, froid et sec. La surface de la planète est dominée par un pergélisol.
Construit à partir d’un modèle de circulation globale de l’atmosphère martienne, LMD (Laboratoire de météorologie dynamique), MCD (version 5.3) est le système utilisé pour recueillir la base de données météorologique martienne. Les mesures météorologiques fournies par la robotique présente sur Mars révèlent peu de changement dans la variation de la température au cours d’une année. En théorie, les saisons stables et l’inertie thermique s’expliqueraient par la forte influence de la structure physique du sol étant gelé. Par conséquent, la stabilité climatique et saisonnière est une faible variable dans la modification des rythmes. Or, selon les recherches de Liu, les saisons provoquent des effets physiologiques et mentaux sur les humains d’où la prise en compte de leur impact sur les rythmes martiens. Afin d’étudier les cycles et ce qui les influence, il était donc primordial de reproduire les paramètres rayonnement-température dans des chambres de simulation planétaire. Une expérience afin de mesurer le cycle circadien solaire de Mars fut effectuée dans une chambre de simulation climatique martienne. La chambre fut réglée en fonction des conditions d'éclairage réelles sur l'équateur martien pour la même heure de la journée, les intensités pour les heures du matin et du soir furent aussi régulées. La seule erreur de la chambre de simulation est qu’elle ne considère pas la présence de rayons réfléchis par le sol de Mars, puisqu’elle utilise un sol artificiel, les sols pourraient donc aussi affecter les organismes vivants et leur cycle circadien solaire.

### Atmosphère
La gravité, le Soleil, les saisons sont quelques éléments qui influencent la composition et la structure de l’atmosphère de Mars. Dans une année, la pression atmosphérique varie de 25%, selon les saisons, attribuable aux transformations et déplacements de l’eau, sublimation/solidification. D’ailleurs, c’est aux pôles que l’on associe les réservoirs de CO2 et de H2O. Grâce au radar de sonde ionosphérique (MARSIS), il est connu que la thermosphère possède un cycle semi-annuel, puisque la variation de la concentration d’ions dans l’atmosphère (TEC) montre un pic annuel (Ls = 25–75°) associé à l’irradiation solaire. Cette variation coïncide avec les cycles de CO2 ou de l’eau. Tous ces changements environnementaux sont des pressions qui suivent un certain cycle ; ils sont tous des facteurs d’influence sur les rythmes circadiens. Par exemple, la radiation électromagnétique et la force gravitationnelle de la Lune est un facteur d’influence chez les oiseaux, puisqu’ils manipulent les concentrations de mélatonine et de corticostérone entre le jour et la nuit. 
Malgré tout, c’est la poussière de sable qui constitue le plus grand moteur de changement dans l’atmosphère en concordance avec la radiation du Soleil. Transportée par les courants de Hadley, la poussière modifie la composition de l’atmosphère et altère la température et l’irradiation solaire. La poussière modifie les ondes solaires, ce qui donne une teinte rosée au ciel martien. D’ailleurs, des études ont démontré que les rythmes circadiens sont sensibles aux longueurs d’onde de la couleur bleue (le ciel de la Terre) donc influencent leur rythme. Cependant, puisque Mars ne possède pas d’atmosphère dense, ni de grandes étendues d’eau en surface, la plus grande influence proviendrait donc du Soleil. Les cycles sont influencés par l’intensité ainsi que par la distribution du rayonnement électromagnétique du Soleil capable d’atteindre la surface de la planète ou les niveaux extérieurs de son atmosphère. La valeur des différents paramètres change en fonction des cycles planétaires annuels. Sur notre planète, notre vaste hydrosphère et la gravité de la masse de la Lune ont permis de créer les plus grosses adaptations circadiennes. Sur Mars, les petites lunes martiennes pourraient avoir de faibles influences sur des organismes martiens.

## La vie sur Mars: Les cycles circadiens
Découvrir s’il y a vie sur Mars est une des plus grosses questions scientifiques du moment. Une expérience de détection de la durée de vie (LR) de la mission Viking a été positive, c’est-à-dire, que des micro-organismes ont été trouvés vivants sur Mars. Toutefois, l’expérience n’a pas permis de trouver de la matière organique posant un questionnement sur la véracité des résultats. L’expérience a fonctionné de la façon suivante, une portion de sol provenant de Mars a été injectée dans un tube où l’on a ajouté une goutte de milieu enrichie au carbone 14, l’échantillon fut maintenu à 10˚C et l’évolution du gaz radiomarqué a été suivie par un test bêta. Plusieurs techniques ont été utilisées afin d’étudier le champ circadien des organismes récoltés par la mission Viking. Quelques exemples de ces techniques étaient l’analyse en cosinore, l’analyse par périodogramme et la régression harmonique pour la détermination de la période et bien d’autres. Levin et Straat ont conclu, sur la base de la réponse active au LR après l’injection de nutriments, comparée à la forte atténuation de la réponse du LR aux injections de nutriments provoquée par la stérilisation des nutriments à 160˚C, la réponse associée au chauffage de l’échantillon de sol pré-nutritif à une température inférieure, que la réponse du LR après la première injection de nutriment était compatible avec l’origine biologique. Une étude plus approfondie de ces données et d’autres découvertes pertinentes ont conduit Levin à conclure que l’expérience LR avait détecté des microorganismes vivants dans le sol de Mars.

### Cycles circadiens humain sur Mars
Les expéditions vers la planète rouge nécessiteront une forte adaptation des cycles circadiens humains. En effet, sur Mars les astronautes devront s’adapter à un cycle solaire de 24,65heures. Cette période de cycle se situe en dehors de la période à laquelle les astronautes sont généralement entraînés. Ce manque d’entraînement du cycle pourrait entraîner de fort problème au niveau du sommeil et au niveau de la fonction cognitive. 
Le succès des différentes missions vers Mars dépend donc fortement de nombreux facteurs sur la santé humaine notamment les niveaux d’activités comportementales, le sommeil et le moment circadien des équipages exposés à une microgravité et à un confinement prolongés. Afin d’observer ces effets sur un équipage multinational de six personnes sous 520 jours d’isolement confiné, des chercheurs ont testé une simulation au sol d’une mission sur Mars. Ils ont récolté les données suivantes afin de suivre les progrès de l’équipage : des enregistrements continus d'actographie du poignet et d'exposition à la lumière, et des évaluations neurocomportementales hebdomadaires informatisées. Ces données permettent en effet d’identifier tout changement dans les niveaux d’activités de l’équipage, leur quantité et qualité de leur sommeil, leur périodicité veille-sommeil, leur vigilance, et autres. Les résultats liés à l’actographie ont permis de conclure que l’équipage est devenu plus sédentaire au fil de la mission puisque leur quantité de mouvement a diminué et leur temps de sommeil a augmenté. D’autres résultats ont aussi été significatifs tant qu’à l’exposition à un nouveau cycle circadien, en effet, la majorité de l’équipage ont vécu des perturbations au niveau de la qualité de leur sommeil, une diminution de leur vigilance ou même une modification de l’heure du sommeil-réveil. Ces résultats ont donc démontré un entraînement au rythme circadien martien insuffisant. 
Afin de permettre la réussite des missions, il y aura donc nécessité d’identifier les marqueurs de vulnérabilité à la diminution de l’activité motrice (hypokinésie) et aux changements de veille-sommeil lors de l’isolement prolongé d’un vol. Il sera aussi primordial de maintenir l’entraînement circadien, la quantité et qualité du sommeil ainsi qu’un certain niveau d’activité. Afin de réussir de telles missions d’exploration, les astronautes seront obligés de transiter par des engins spatiaux et de vivre dans des habitats ayant des signaux géophysiques de la Terre. C’est-à-dire vivre selon des rythmes d’exposition à la lumière, d’exercices et d’alimentation similaires à ceux connus sur Terre. Cela leur permettra de conserver un certain maitien de leur organisation temporelle et un maitien de leur comportement humain puisque les rythmes d’exposition à la lumière sont trop différents de ceux auxquels les astronautes sont habitués sur Terre.